# Панфиловский переулок
Панфи́ловский переу́лок — небольшая улица в центре Москвы в районе Арбат от Проточного переулка до дублёра Нового Арбата.

## История
Самое раннее название — Проезжий переулок. С 1820-х годов — Кривой переулок, по конфигурации переулка и в противоположность соседнему Прямому переулку. Название Панфиловский возникло в середине XIX века по фамилии домовладельцев (в 1818 году в переулке проживал Фёдор Иванович, в 1826 году — Василий Фёдорович Панфилов).
В середине 1950-х годов переулок стал тупиковым, выход на Большой Новинский переулок был перекрыт пустырём на месте снесённых ветхих домов. В 2009 году по окончании строительства жилого комплекса сквозное движение было восстановлено через арку с изменением трассировки вправо. По переулку было организовано трамвайное движение, просуществовавшее в течение первой половины XX столетия.

## Описание
Панфиловский переулок начинается от Проточного и проходит на север параллельно Прямому переулку, затем под аркой дома по адресу ул. Новый Арбат, 27 выходит на дублёр Нового Арбата.

## Здания и сооружения
По нечётной стороне:
- № 3 — прокат автомобилей «РентВэн»;
- 5 — региональный благотворительный общественный фонд защиты и помощи военнослужащим «Резерв».

По чётной стороне:
- № 4 — «Газсвязьэнергострой»;
- № 6 — мини-гостиница «Подушкин на Арбате».